# Alen Halilović
Alen Halilović (ur. 18 czerwca 1996 w Dubrowniku) – chorwacki piłkarz, występujący na pozycji pomocnika w holenderskim klubie Fortuna Sittard. W latach 2013–2019 reprezentant Chorwacji. Jest najmłodszym debiutantem w historii reprezentacji Chorwacji. Syn Sejada Halilovicia.

## Kariera
W czerwcu 2012 podpisał profesjonalny kontrakt z Dinamo Zagrzeb. 27 września 2012 zadebiutował w pierwszym składzie w derbach z Hajdukiem Split. Stał się najmłodszym debiutantem w historii klubu, mając 16 lat i 101 dni. Tydzień później strzelił bramkę w spotkaniu ze Slavenem Belupo i został najmłodszym strzelcem bramki w historii ligi, bijąc rekord ustanowiony dwa lata wcześniej przez Matea Kovačicia. 24 października 2012 zadebiutował w rozgrywkach Ligi Mistrzów w spotkaniu z Paris Saint-Germain. W swoim pierwszym sezonie w pierwszym składzie zagrał 18 spotkań i trafił dwie bramki. Zdobył również swój pierwszy tytuł mistrza Chorwacji. 13 sierpnia 2013 miał zostać sprzedany przez Dinamo Zagrzeb do Tottenhamu Hotspur za 15 milionów euro, ale jego ojciec zablokował transfer, czekając na inne oferty transferowe. 28 lutego 2014 piłkarz potwierdził, że od początku sezonu 2014/2015 będzie reprezentował barwy FC Barcelony. Kwota transferu wyniosła 5 mln euro. Halilović jednakże na początku został skierowany do drużyny rezerw. W 2016 przeszedł do Hamburgera SV za 5 milionów euro z opcją pierwokupu przez FC Barcelonę za 10 milionów za pierwszy sezon i 12 milionów za drugi. W 2018 roku po zakończeniu kontraktu z Hamburgerem SV Halilović przeszedł do A.C. Milanu bez kwoty odstępnego. W styczniu 2019 roku został wypożyczony do Standardu Liège do końca sezonu. 2 września 2019 roku Halilović został ponownie wypożyczony, tym razem do holenderskiego klubu Sc Heerenveen. Po wygaśnięciu jego kontraktu z Milanem pozostawał bez klubu do 23 listopada, kiedy podpisał kontrakt z Birmingham City.